# 剪燈新話
《剪燈新話》是一本由元末明初的瞿佑所撰的傳奇小說集，全書分為四卷及附錄一卷，共有二十一篇傳奇小說。

## 歷史
《剪燈新話》继承了六朝志怪和唐人传奇的传统，於洪武十一年已有抄本，永乐十五年，瞿佑在保安重校《剪燈新話》，在當時甚受歡迎，甚至成為禁書失佚。李時勉上書要求禁燬《剪燈新話》，以免“邪說異端日新月盛，惑亂人心”。然而朝廷禁而不絕，《剪燈新話》以不同的方式在民間流傳。1917年董康据日本藏本翻刻。

## 目錄
| 卷   | 章節             | 簡介 |
| 卷一 | 水宫慶會錄       | 潮陽的儒生余善文德才出眾，南海龍王廣利王建造靈德殿，特地邀請他來作上樑文。 |
| 卷一 | 三山福地志       | 山東人元自實向繆君借出銀兩，後自實患難，繆君發跡而不言還銀。後自實得入三山福地，繆君卻不得善終。                                                                                 |
| 卷一 | 華亭逢故人記     | 講述洪武年間上人石若虛遇到故人鬼魂的故事，反映了功臣烈士遭到不幸的歷史。 |
| 卷一 | 金鳳釵記         | 崔興哥與吳興娘從小定親，後來崔家遠遊，十多年沒有音訊，興娘思念成疾，抑鬱而亡。後崔興哥父母雙亡，千里尋親至吳家，興娘的鬼魂附在妹妹慶娘身上，與崔興哥私自結合，最後得到父母同意。 |
| 卷一 | 聯芳樓記         | |
| 卷二 | 令狐生冥夢錄     | 寫如秦檜等歷代誤國之奸臣在地獄裡「身具桎梏，以青石為枷壓之」，每一朝革命時，他即被驅出受種種酷刑，萬劫不復。                                                                     |
| 卷二 | 天台訪隱錄       | |
| 卷二 | 滕穆醉游聚景園記 | |
| 卷二 | 牡丹燈記         | |
| 卷二 | 渭塘奇遇記       | |
| 卷三 | 富貴發跡司志     | |
| 卷三 | 永州野廟記       | |
| 卷三 | 申陽洞記         | |
| 卷三 | 愛卿傳           | |
| 卷三 | 翠翠傳           | 自擇婚偶的青年夫婦金定和劉翠翠，本來過著美滿生活，但恩愛夫妻被戰亂拆散，劉翠翠成了李將軍的寵妾。金定訪妻到李將軍處，只能以兄妹相認，最後兩人殉情而死。                           |
| 卷四 | 龍堂靈會錄       | |
| 卷四 | 太虚司法傳       | |
| 卷四 | 修文舍人傳       | 以陰間和陽世的對比，說明人間官府「可以賄賂而通，可以門第而進，可以外貌而濫充，可以虛名而攫取」的腐敗，也表現對冥司用人能「必當其才，必稱其職」的嚮往。                           |
| 卷四 | 鑒湖夜泛記       | |
| 卷四 | 綠衣人傳         | 奸相賈似道的侍女因與僕人相愛，被賈似道殺死。僕人托生後，侍女的鬼魂來與其相聚哭訴。（明代周朝俊採用了部分情節，改編成《紅梅記》。）                                               |
| 附錄 | 秋香亭記         | 元惠宗時，商生和表妹楊采采自幼青梅竹馬，長大後因戰亂天各一方，難成眷屬，只剩相思煎熬在心頭。                                                                                     |
| 附錄 | 寄梅記           | 南宋妓女馬瓊瓊助朱端朝得仕，被朱娶爲妾後遭其妻妒。 |

## 影響
永樂十七年，李昌祺仿擬《剪燈新話》創作了《剪燈餘話》。邵景詹写《觅灯因话》，此三書合稱“三话”。周禮亦撰《剪燈餘話》，與李昌祺所撰小說同名。《剪燈新話》中的〈金鳳釵記〉被凌濛初改作《初刻拍案驚奇》卷23的《大姊遊魂完宿願，小妹病起續前緣》，又如《李將軍錯認舅，劉氏女詭從夫》則改自〈翠翠傳〉。
《剪燈新話》亦對漢字文化圈大有影響，如日本上田秋成的《雨月物語》，朝鮮國金時習的《金鰲新話》，安南國阮嶼的《傳奇漫錄》等。